# 亚历克斯·科克伦
亞歷山大·威廉·科克伦（英語：Alexander William Cochrane；2000年4月21日—）是一名英格蘭足球運動員，司職左邊衛，現時效力英冠球會伯明翰足球會。

## 球會生涯

### 布莱顿
科克伦自小便加入布莱顿足球俱乐部學習踢球，並在2018年1月外借到英格蘭足球依斯米安聯賽球會東格林斯特德鎮汲取比賽經驗。2019年9月25日，他首次代表布莱顿職業上場，在主場參加以3-1輸給阿士東維拉的英格蘭足球聯賽盃賽事。
2020年9月23日，距離上一次職業上場相隔接近一年，科克伦再次表代球隊在聯賽盃上場，在對普雷斯顿一役中在比賽末段進入，最終球隊以2-0取勝。10月5日，他被外借到比利時球會皇家聖基萊斯聯以取得比賽經驗，該球會由布莱顿主席擁有。外借期間他共在聯賽上場7次取得1助攻，但之後因傷而使餘下賽季報銷。2021年5月，他與科克伦續約一年。

### 哈茨
2021年6月28日，科克伦被外借到蘇格蘭足球超級聯賽球會哈茨至球季結束。兩星期後便首次代表新球會上場，參加蘇格蘭聯賽盃以2-0擊敗彼德赫德的比賽，他在場上踢了83分鐘後被換下。7月31日蘇超揭幕日，他參加了主場以2-1擊敗凯尔特人的比賽，並踢畢90分鐘賽事。9月25日對利文斯顿的比賽中打進他首顆職業進球，助球隊以3-0取勝。11月6日打進球季第二顆進球，使球隊以5-2大勝邓迪联。2022年5月22日，科克倫在蘇格蘭足總盃決賽對流浪者先發上場並踢了100分鐘，但球隊在加时赛以2-0落敗而只能拿亞軍。
2022年6月25日，科克倫正式轉投哈茨。

### 伯明翰城
2024年7月16日，科克伦轉投剛降落至英甲的伯明翰足球會，雙方簽約四年，轉會費不公佈，但外界猜測大約7位數字。在球季揭幕日，他首次代表新球會上場，參加以1-1打平雷丁的比賽。

## 國家隊生涯
科克倫曾代表英格蘭U16參加一場比賽，在對美國U15的比賽中取得一助攻，最終比分為3-3。
2019年11月19日，他首次被提拔至英格蘭U20，在亞當斯公園球場對冰島U21的比賽中先發上場。

## 榮譽
皇家聖基萊斯聯
- 比利時挑戰者職業聯賽B冠軍：2020–21

哈茨
- 蘇格蘭足總盃亞軍：2021–22[15]

伯明翰城
- 英格蘭足球甲級聯賽冠軍：2024–25[21]
- 英格蘭足球聯賽錦標賽亞軍：2024–25[22]

個人
- 英甲球季最佳陣容: 2024–25[23]